# Арабеллапарк (станция метро)
«Арабеллапарк» (нем. Arabellapark) — конечная станция Мюнхенского метрополитена, расположенная на линии . Станция находится в районе Богенхаузен.

## История
Открыта 27 октября 1988 года в составе участка «Макс-Вебер-Плац» — «Арабеллапарк». Станция названа в честь оперы Рихарда Штрауса.

## Архитектура и оформление
Двухпролётная колонная станция мелкого заложения. Архитектор — Ингеборг Билински (нем. Ingeborg Bielinski). Путевые стены облицованы серыми алюминиевыми панелями, а пол и колонны из светлого гранита. Потолок выкрашен в темно-синий цвет и вследствие этого выпадает из поля зрения наблюдателя. Освещение не как на большинстве станций, а состоит из трёх рядов круглых ламп, которые расположены между колоннами и в отлогом балдахине потолков. Имеет два выхода по обоим концам платформы. Примерно на высоте человеческого роста по всей путевой стене проходит жёлтая полоса. В восточном торце платформы расположен лифт.

## Таблица времени прохождения первого и последнего поезда через станцию

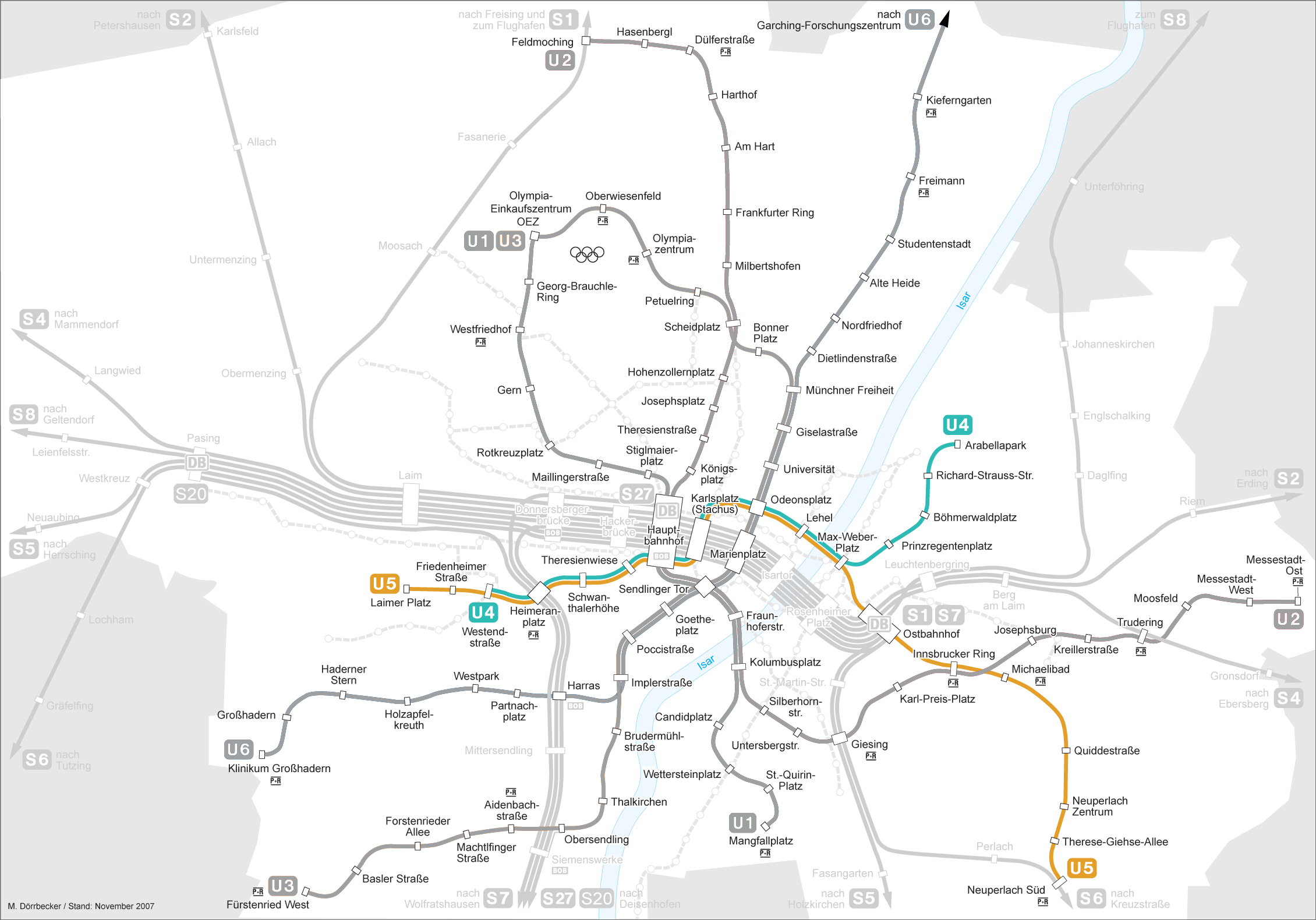
Сеть линий и мюнхенского метро

|                                           | Воскресенье — Четверг (ч:мм) | Пятница — Суббота (ч:мм) |
|                                           | первый                       |                          |
| последний                                 |                              |                          |
| В сторону станции «Рихард-Штраус-Штрассе» | 4:19                         | 4:19                     |
| В сторону станции «Рихард-Штраус-Штрассе» | 1:02                         | 2:02                     |

## Пересадки
Проходит трамвай линии 16, а также автобусы следующих линий: 154, 184, 185, 189 и ночной N42. Так же есть стоянка такси.
| Предыдущая станция    | Расстояние | Линия | Расстояние | Следующая станция |
| --------------------- | ---------- | ----- | ---------- | ----------------- |
| Рихард-Штраус-Штрассе | 756 м      |       | 0 м        | конечная          |